# Liste der Chefs der Thüringer Staatskanzlei
Die nachfolgende Tabelle enthält eine Liste der Chefs der Thüringer Staatskanzlei. Entsprechend der Kabinettstruktur der Thüringer Landesregierung wurde die Staatskanzlei bis 1999 von einem Staatssekretär geleitet, seit 1999 von einem Minister. 
| Name                                              | Amtsantritt                                         | Kabinett                | Partei    | Weitere Zuständigkeiten                               |
| ------------------------------------------------- | --------------------------------------------------- | ----------------------- | --------- | ----------------------------------------------------- |
| Michael Krapp                                     | 8. November 1990 11. Februar 1992 30. November 1994 | Duchač Vogel I Vogel II | CDU       |                                                       |
| Jürgen Gnauck                                     | 1. Oktober 1999                                     | Vogel III               | CDU       | Bundes- und Europaangelegenheiten                     |
| Hans Kaiser                                       | 6. Juni 2003                                        | Althaus I               | CDU       | Bundes- und Europaangelegenheiten                     |
| Gerold Wucherpfennig                              | 8. Juli 2004                                        | Althaus II              | CDU       | Bundes- und Europaangelegenheiten                     |
| Klaus Zeh                                         | 8. Mai 2008                                         | Althaus II              | CDU       | Bundes- und Europaangelegenheiten                     |
| Jürgen Schöning                                   | 4. November 2009                                    | Lieberknecht            | parteilos | Bundes- und Europaangelegenheiten                     |
| Marion Walsmann                                   | 8. Dezember 2010                                    | Lieberknecht            | CDU       | Bundes- und Europaangelegenheiten                     |
| Jürgen Gnauck                                     | 16. Oktober 2013                                    | Lieberknecht            | CDU       | Bundes- und Europaangelegenheiten                     |
| Reinhard Stehfest (kommissarisch)                 | 1. Juli 2014                                        | Lieberknecht            | CDU       |                                                       |
| Benjamin-Immanuel Hoff                            | 5. Dezember 2014                                    | Ramelow I               | Die Linke | Kultur, Bundes- und Europaangelegenheiten             |
| Babette Winter und Malte Krückels (kommissarisch) | 5. Februar 2020                                     | Kemmerich               | Die Linke | Kultur und Europa Medien                              |
| Benjamin-Immanuel Hoff                            | 4. März 2020                                        | Ramelow II              | Die Linke | Kultur, Bundes- und Europaangelegenheiten             |
| Stefan Gruhner                                    | 13. Dezember 2024                                   | Voigt                   | CDU       | Bundes- und Europaangelegenheiten, Sport und Ehrenamt |